# Stettfeld (Ubstadt-Weiher)
Stettfeld ist ein Ortsteil der Gemeinde Ubstadt-Weiher im Landkreis Karlsruhe in Baden-Württemberg. Bis zur Kreisreform am 1. Januar 1973 gehörte Stettfeld zum Landkreis Bruchsal.

## Lage und Verkehrsanbindung
Stettfeld liegt direkt am Kraichgaurand. Durch den Ort fließt der Katzbach, der kurz darauf in den Kraichbach mündet. In Stettfeld kreuzen sich die B 3 und die Landesstraße L 552. Südwestlich erstreckt sich das 96,2 ha große Naturschutzgebiet Bruch bei Stettfeld. Der Ort liegt an der Bertha Benz Memorial Route.

## Bauwerke
- Sankt-Marcellus-Kirche im neugotischen Stil, mit Ölberggruppe und mittelalterlichem Turm